# Lola Aguado
Lola Aguado (Calanda, Teruel, 7 de abril de 1922-Madrid, 1981), de nombre real María Dolores Palá Berdejo, fue una periodista y escritora de España.

## Orígenes familiares
Lola Aguado nació en una reputada familia de juristas aragoneses: su padre, Francisco Palá Mediano, fue un conocido notario, jurista y foralista aragonés, su hermano Francisco Palá Berdejo, corredor de comercio de Zaragoza y su primo fue Jose Luis Lacruz Berdejo, celebre civilista aragonés. Casada con el ensayista y escritor Emiliano Aguado,  de quien tomaría su apellido para la creación de su seudónimo de «Lola Aguado» y con quien tendría una hija.

## Biografía
Nació en Calanda, cuando su padre ejercía ahí de notario, aunque se formaría en Zaragoza y tras estudiar el bachillerato y la carrera de piano en Zaragoza, se licenció en Filología Románica por la Universidad Central de Madrid. 
Se destacó por su gran producción de ensayos críticos en el campo de la musicología y literatura, usando a menudo el apellido de su esposo no estando claro aún si en una forma de aprovechar el reconocimiento cultural que tenía en aquel momento su esposo o como una derivación de la expresón "señora de..".

## Estilo y Obras
Colaboró con la Revista Española, Gaceta Ilustrada desde el 1958 hasta el 1979 con reportajes literarios de altura y con versiones del francés e inglés y desde donde extendería su presencia a otras revistas como Historia y Vida o Gaceta Informativa y el diario Ya, al igual que colaboraba como especialista musical en revistas como Pueblo, El Alcázar
Entre sus obras también se encuentran las traducciones de algunas novelas de Ernest Hemingway, como:
- Muerte en la tarde.
- Por quien doblan las campanas.